# David Mann
David Mann (Kansas City, 10 de Setembro de 1940 – Kansas City, 11 de Setembro de 2004) foi um artista gráfico norte-americano cujas pinturas celebravam a cultura biker e chopper.[carece de fontes?]

## Biografia
Fanático por carros customizados, Mann conseguiu o seu primeiro emprego como pintor de automóveis em uma oficina de sua cidade natal e, assim que terminou o colegial, se mudou para a Califórnia, onde descobriu a paixão pelas motocicletas. Começou, então, a pintar cenas sobre a cultura “biker”. Em 1963, trouxe algumas de suas obras para o Kansas City Custom Car Show e, o artista Tom Fugle se interessou por seu trabalho artístico. Com permissão de Mann, Fugle levou alguns dos seus trabalhos para Ed Roth, um artista pop da época e também responsável pela publicação de uma das primeiras revistas especializadas em motos customizadas, a Choppers. Roth adorou as pinturas e resolveu comprar os direitos de dez das suas pinturas. Em 1971, a então novata, Easyriders Magazine procurava por um “motorcycle artist” e Mann respondeu ao anúncio. Desde então, os seus trabalhos passaram a ser publicados regularmente na revista e mantiveram um estreito relacionamento até os últimos dias de sua vida.[carece de fontes?]
As pinturas de Mann retratavam cenas comuns do estilo de vida biker dos anos 60 e 70, tendo as “outlaw Harleys”, bobbers e choppers como principais retratações. Os cenários eram sempre surreais com céus distorcidos, muita cor e realismo e, principalmente, o humor das cenas vinham das suas próprias experiências de vida. Acima de tudo, as telas de Mann celebravam o espírito de liberdade, com belas estradas, "cabelos ao vento" e personificações de espíritos da natureza.[carece de fontes?]
Mann seguiu com o seu trabalho até o início de 2003, quando a sua saúde começou a piorar. Ele adquiriu uma doença rara, causada pela evaporação de gases das tintas que ele usava, que acabaram com os seus pulmões. Os médicos, então, decidiram retirar os pulmões de David e a sua vida passou a depender de um respirador. Um dia após completar sessenta e quatro anos, sua mulher resolveu desligar os aparelhos que o mantinham vivo e ele veio a falecer. Pouco antes de sua morte, uma motocicleta customizada foi construída em sua homenagem pela Orange County Choppers, sendo apresentada num episódio do reality show American Chopper. A "David Mann Bike" foi construída no estilo de Mann, mas Mann morreu antes que fosse concluída.
Em 2004, David Mann foi introduzido no Motorcycle Hall of Fame.